# Claude Dauphin (musicologue)
Pour les articles homonymes, voir Claude Dauphin et Dauphin (homonymie).
Claude Dauphin est un musicologue canadien d'origine haïtienne, né en 1949 aux Gonaïves, se consacrant à la fois à la musicologie du XVIIIe siècle, à l'ethnomusicologie des Caraïbes et à l'éducation musicale. Il est professeur émérite de l'Université du Québec à Montréal.

## Biographie
Claude Dauphin a fait ses études musicales à l'ancienne École normale de musique de Westmount. Il obtient une licence puis un master de musicologie (1981) et continue sa formation musicale à l'Institut de pédagogie musicale Zoltán Kodály de Kecskemét et à l'université de musique Franz-Liszt de Budapest. Sa thèse de doctorat (1987) porte sur La théorie musicale de Jean-Jacques Rousseau.

## Activités professionnelles
De 1988 à 2011 il est professeur associé au département de musique de l'Université du Québec à Montréal. Il y a assumé les fonctions de responsable du programme de baccalauréat en enseignement de la musique (équivalent licence, 1998-2001), de directeur du département (1997-1999).https://professeurs.uqam.ca/professeur/dauphin.claude/
De 1999 à 2002, il est vice-doyen à la formation à la Faculté des arts. Durant ce dernier mandat, il a coordonné la refonte de l'enseignement des arts en relation avec le CAPFE (Comité d'agrément des programmes de formation à l'enseignement, du Ministère de l'éducation du Québec).[réf. souhaitée]
Membre de l'Observatoire interdisciplinaire de création et de recherche en musique, il consacre ses travaux à l'évolution des styles musicaux européens du XVIIIe siècle et à leur expansion dans les Amériques. Ses nombreux essais et articles englobent aussi les domaines de la pédagogie musicale et de la musicologie antillaise.
Claude Dauphin a réalisé la toute première édition critique du Dictionnaire de musique de Jean-Jacques Rousseau, comparée avec les articles de musique de Rousseau dans l'Encyclopédie de Diderot et d'Alembert. Une équipe de musicologues de l'Université Lumière Lyon 2, composée de Raymond Court, Yves Jaffrès, Michael O'Dea, Daniel Paquette et Pierre Saby, a contribué à la réalisation de cette édition fondatrice publiée chez Peter Lang à Berne (Suisse) en 2008.
Fondateur en 1979 de la Société  de recherche et de diffusion de la musique haïtienne (SRDMH), il en est le conservateur du fonds d'archives musicales au Laboratoire de recherche en musique du monde (LRMM) de l'Université de Montréal.

## Publications
- Musique du vaudou : fonctions structures et styles, Sherbrooke, Naaman, 1986.
- Rousseau musicien des Lumières, Montréal, Courteau, 1992.
- La Musique au temps des encyclopédistes, Ferney-Voltaire, Centre international d'études du dix-huitième siècle (CIEDS), 2001.
- « Les grandes méthodes pédagogiques du XXe siècle » dans Jean-Jacques Nattiez (dir,), Musique. Une Encyclopédie pour le XXIe siècle : les savoirs musicaux, volume 2, Arles, Actes Sud; Paris, Cité de la musique, p. 785-803, 2004.
- (dir.) Musique et langage chez Rousseau Studies on Voltaire and the 18th century, 2004 : 08. Romnische Forschungen, Oxford, Voltaire Foundation, 2008
- (dir.) Le Dictionnaire de musique» de Jean-Jacques Rousseau : une édition critique, Berne, éd. Peter Lang, coll. Varia Musicologica, 2008.
- Pourquoi enseigner la musique? Propos sur l'éducation musicale à la lumière de l'histoire, de la philosophie et de l'esthétique, Les Presses de l'Université de Montréal, 2011.
- Histoire du style musical d'Haïti, Montréal, Mémoire d'encrier, 2014.
- Musique et liberté au siècle des Lumières, suivi d'une édition critique et moderne de De la liberté de la musique de d'Alembert, Paris, L'Harmattan, 2017.
- Musique, poésie et créolité aux temps des Indigènes, Montréal, Éditions du CIDHICA, 2018.